# Habropogon montanus
Habropogon montanus är en tvåvingeart som beskrevs av Pavel Lehr 1960. Habropogon montanus ingår i släktet Habropogon och familjen rovflugor. Inga underarter finns listade i Catalogue of Life.